# Paratomie
Pour un article plus général, voir Scissiparité.
 (octobre 2024).
Si vous disposez d'ouvrages ou d'articles de référence ou si vous connaissez des sites web de qualité traitant du thème abordé ici, merci de compléter l'article en donnant les références utiles à sa vérifiabilité et en les liant à la section « Notes et références ».
En reproduction animale, la paratomie est un type de multiplication asexuée (sans partenaire) par stolonisation (fragmentation). C'est un type de scissiparité pour les organismes multicellulaires.

## Principe
Dans le cas des organismes pluricellulaires, la paratomie induit :
- soit l’individualisation immédiate de nouveaux individus à partir de l’individu-souche,
- soit la formation d’une chaîne provisoire de schizozoïdes restant attachés à l’organisme parental.

## Exemple
La paratomie consiste en la régénération de la tête de l'individu avant qu'il se scinde en deux (par exemple Syllis amica). On obtient un animal contenant deux têtes puis qui se divise ultérieurement pour donner à nouveau deux individus identiques.

## Anatomie
Ce mode de division nécessite l’existence de zones de prolifération cellulaires à certains niveaux du corps des animaux (Polychètes et Oligochètes, parfois Turbellarié, ainsi que des Anémones).